# 新明和工業
新明和工業株式会社（しんめいわこうぎょう、英: ShinMaywa Industries, Ltd.）は、兵庫県宝塚市に本社を置く輸送機器、産業機器製造会社である。第二次世界大戦前は川西財閥傘下の航空機製造会社｢川西航空機｣であった。

## 概要
前身の川西航空機は、九七式飛行艇や二式大型飛行艇などの飛行艇、局地戦闘機紫電/紫電改を開発･製造した会社として知られる。
戦後、川西航空機は民需転換を図る中で社名を明和興業（めいわこうぎょう）に変更。これが新明和という社名のルーツになる。戦時補償債務打ち切りに伴う関連法の企業再建整備法により明和興業は吸収分割されることになり、自動車部門の明和自動車工業（現・ダイハツ工業）と汎用機械部門の新明和興業という、2つの会社として再設立された。

川西の航空機製造技術を引き継いだ新明和だったが、設立当初は占領下であり、航空機の製造が日本全体として禁止されていたため、民需転換のため様々な試みが行われた。
その後、朝鮮戦争をきっかけに航空産業が解禁となり、航空機製造への再参入を果たす。民間輸送用プロペラ機YS-11の生産分担に始まり、海上自衛隊向けの飛行艇で完成機メーカーとして完全復活した。現在は救難飛行艇US-2を製造している。また、天突きダンプや塵芥車などの特装車、ポンプや自動電線処理機などの産業機械、機械式駐車場、ボーディング・ブリッジなども製造する産業機器メーカーとなっている。
春光懇話会の会員企業で春光グループに属しており、加えて三水会とその後身社長会である水曜会およびみどり会の構成企業でもあり三和グループにも属している。

## 沿革
- 1920年（大正9年） - 川西機械製作所創業。当時の本社は神戸市の川西倉庫本社内に置かれた。
- 1928年（昭和3年） - 川西航空機設立。（二式大型飛行艇、紫電改戦闘機等）
- 1945年（昭和20年） - 敗戦により航空機の製造中止。
- 1946年（昭和21年） - 三輪トラック『アキツ号』の製造を開始。
- 1947年（昭和22年）7月 - 川西航空機、社名を明和興業に変更。
- 1947年（昭和22年）9月 - 建設部を株式会社明和工務店として分社。
- 1949年（昭和24年） - 明和興業、企業再建整備法により明和自動車工業と新明和興業の2社に分割。現社設立。
- 1957年（昭和32年） - 輸送機設計研究協会に参加。
- 1959年（昭和34年） - 日本航空機製造の設立に参加。
- 1960年（昭和35年） - 新明和工業株式会社に社名変更。
- 1962年（昭和37年） - 東京証券取引所、大阪証券取引所各2部上場。
  - 8月30日 YS-11の初飛行に成功。
  - 12月20日 - 実験飛行艇UF-XSの初飛行に成功。
- 1967年（昭和42年） - 東京証券取引所、大阪証券取引所各1部へ指定替え。飛行艇PX-Sの初飛行に成功。
- 1970年（昭和45年） - 海上自衛隊がPX-Sを制式採用、PS-1となる。
- 1973年（昭和48年） - YS-11の生産終了。日航製の事実上の後継組織となる民間輸送機開発協会に参加。
- 1974年（昭和49年） - PS-1の後継機、US-1の初飛行に成功。
- 1976年（昭和51年）6月 - US-1が制式採用される。
- 1979年（昭和54年） - ボーイング767向けの部品製造を開始。
- 1981年（昭和56年）6月 - US-1のエンジンを換装したUS-1Aが制式採用される。
- 1987年（昭和62年）- リアジェット36を一部改修したU-36Aが制式採用される。
- 1992年（平成4年）
  - 4月1日 - CI導入。ロゴを「ShinMeiwa」から「ShinMaywa」に変更。
  - ボーイング777用翼胴フェアリングの生産開始。
- 1996年（平成8年）10月 - US-1A改（現・US-2）開発を防衛庁から指名される。
- 2002年（平成14年） - エアバスA380向け部品製造を開始。
- 2003年（平成15年）12月18日 - US-2の初飛行に成功。
- 2004年（平成16年） - エアバスA330・A340向けフィレットフェアリングの製造を開始。
- 2005年（平成17年）2月22日 - US-1Aの最終20号機を納入。
- 2006年（平成18年）3月17日 - 海上自衛隊がUS-1A改を制式採用、US-2となる。
- 2007年（平成19年）年11月 - 特装車事業拡大のため林業機械大手のイワフジ工業株式会社を傘下とする。
- 2009年（平成21年） - US-2の量産初号機を自衛隊に納入。
- 2012年（平成24年）4月2日 - 東急車輛製造[注釈 1]の解体に伴い、特装自動車事業（後述）と立体駐車場事業（後述）を譲受[6]。
- 2013年（平成25年）1月1日 - 富士重工業（現・SUBARU）の塵芥収集車事業とその関連子会社（大和商工株式会社、フジ特車株式会社）を譲受[7][8]。
- 2014年（平成26年）4月1日 - 東京エンジニアリングシステムズに東京パーキングシステムズを吸収合併[9]、また塵芥車関連子会社の大和商工及びフジ特車を統合した新会社「新明和オートセールス（株）」を新明和オートエンジニアリング傘下に設立しかつ業務を再編[10]。
- 2014年（平成26年）4月17日 - 「2013年度 ボーイング・サプライヤー・オブ・ザ・イヤー」を受賞[11]。
- 2015年（平成27年）4月24日 - 「2014年度 ボーイング・サプライヤー・オブ・ザ・イヤー」を受賞[12]。
- 2018年（平成30年）4月1日 - 東京エンジニアリングシステムズ株式会社が新明和パークテック株式会社へ商号変更[13]。
- 2021年（令和3年）7月1日 - 天龍エアロコンポーネント株式会社の株式を天龍ホールディングスより取得し傘下とする[14]。

## 国内事業所
本社・宝塚地区は、川西航空機時代の宝塚製作所の敷地を利用している。航空機事業部の主力拠点である甲南工場は、川西航空機甲南製作所以来の伝統を持つ。
- 産機システム事業部 - 兵庫県宝塚市
  - 製造本部 - 兵庫県宝塚市
- 流体事業部 - 兵庫県小野市
  - 小野工場 - 兵庫県小野市
- パーキングシステム事業部 - 東京都台東区
  - 新明和パークテック株式会社羽生工場 - 埼玉県羽生市
- 航空機事業部 - 兵庫県神戸市東灘区
  - 甲南工場 - 兵庫県神戸市東灘区
  - 宝塚分工場 - 兵庫県宝塚市
  - 徳島分工場 - 徳島県板野郡松茂町
  - 播磨分工場 - 兵庫県小野市
  - 天龍エアロコンポーネント - 岐阜県各務原市
- 特装車事業部 - 横浜市鶴見区
  - 佐野工場 - 栃木県佐野市
  - 寒川工場 - 神奈川県高座郡寒川町
  - 広島工場 - 広島県東広島市
  - イワフジ工業株式会社 - 岩手県奥州市
  - 東邦車輛株式会社群馬製作所 - 群馬県邑楽郡邑楽町

## 事業部

### 航空機事業部
水陸両用航空機である飛行艇を製作、ボーイングやエアバスから航空機部品の開発・製造を受託、自衛隊が使用する航空機の改造・定期修理などを行っている。過去には、日本航空機製造（NAMC）の生産分担を行ったこともある。
2012年4月には後述の救難飛行艇 US-2のインド海軍への売込みを目指し、「飛行艇民転推進室」を設置、川崎重工業・島津製作所と連携した専任チームを発足させる等、活発な展開活動が行われている。

なお飛行場の無い東京都小笠原村の父島・母島で急病人が発生した場合等、当社製救難飛行艇が派遣され羽田空港内の羽田航空基地経由で東京23区の病院へ搬送していた。ただし、2018年の海自航空部隊改編で厚木基地へのUS-2の常駐が無くなったため、その後は硫黄島航空基地配備のヘリコプターで硫黄島まで行き航空自衛隊のC-2輸送機に乗り換えるように変更された。
- 実験飛行艇 UF-XS
  - PS-1を製作する段階で、技術不足を補うためにアメリカ海軍からグラマンUF-1を譲り受けて研究、それを元に改造した量産型の4分の3ほどの大きさの飛行艇である。1機のみ改造。
- 対潜哨戒飛行艇 PS-1（PX-S）
  - 対潜哨戒機。機体は後のUS-1と同型である。強力な境界層制御（BLC）システムによって高い短距離離着陸（STOL）性能を持ち、二式大型飛行艇譲りの良好な凌波性能を備えた機体である。しかし、対潜哨戒能力がP-3対潜哨戒機に及ばなかったこと等から、23機で調達が打ち切られた。
- 救難飛行艇 US-1（PS-1改）
  - PS-1を元に開発した災害救助用モデルである。PS-1から対潜哨戒用機材を取除き、代わりに災害救助用機材を搭載、さらに降着装置等を備えて離着陸可能とした（多くの飛行艇は離着陸できず、離着水のみ）。6機製造。
- 救難飛行艇 US-1A
  - US-1のエンジンを換装した救難用水陸両用の飛行艇である。海上自衛隊が運用し、岩国飛行場と厚木飛行場に配備されていた。14機製造。2017年（平成29年）12月13日全機除籍[17]。
- 救難飛行艇 US-2（US-1A改）

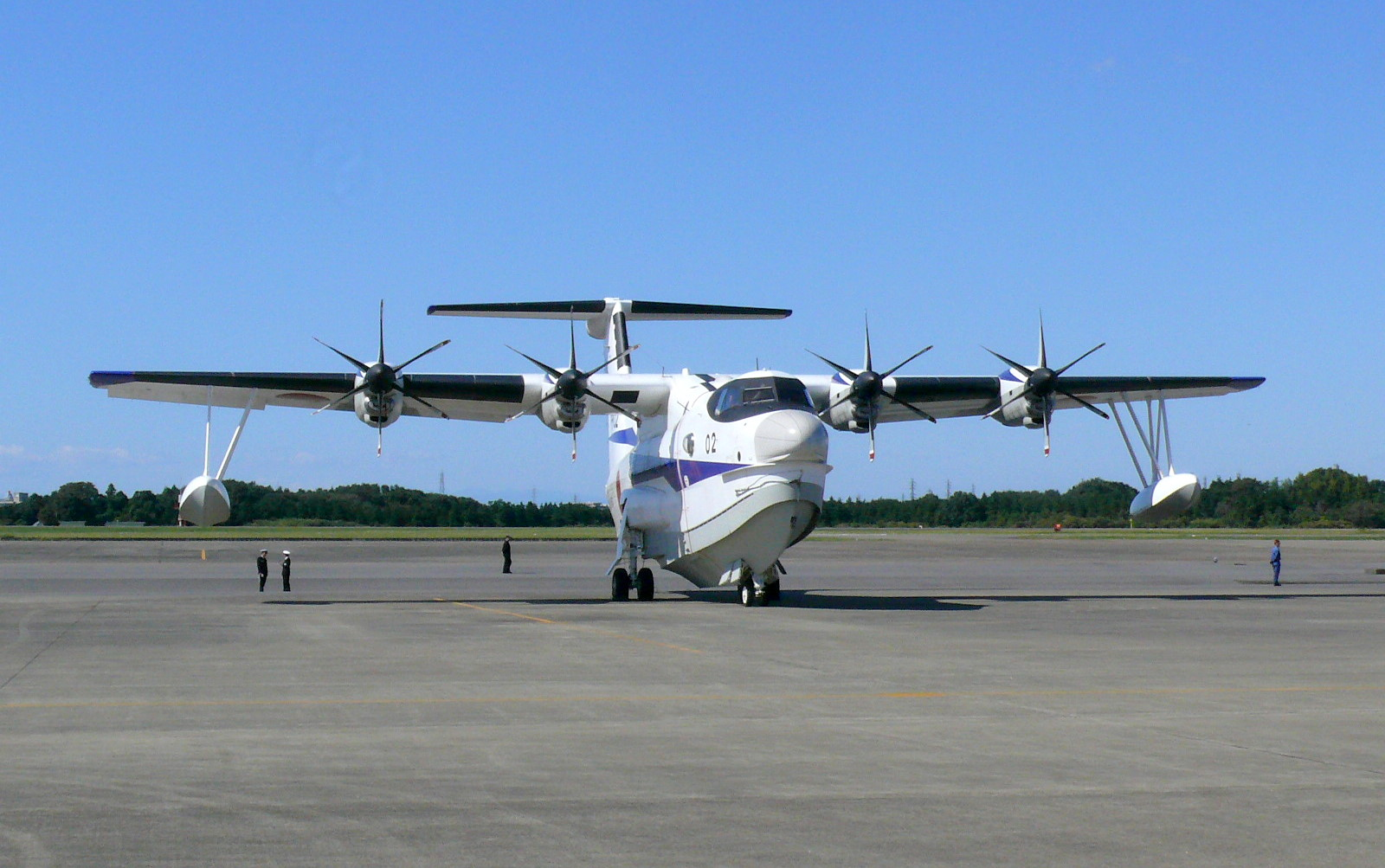
US-2飛行艇

- - US-1Aをベースにしつつ、大幅に近代化･性能向上を図った飛行艇である。与圧キャビン、グラスコックピット、フライ･バイ･ワイヤ等を取り入れ、運用能力が増している。2013年には、同型機を消防飛行艇仕様とした上で海外への輸出に向けた取り組みが行われている。
  - 2020年（令和2年）2月20日新明和工業として通算50機目となる9907号機が完成し、海上自衛隊に引き渡された[18]。
- 訓練支援機 U-36A
  - リアジェット36Aを改造して曳航標的やチャフポッド等を装備した機体である。6機改造。
- 生産協力
  - ボーイング787 - 三菱重工業の下請けとして主翼桁（スパー）の製造を担当。
  - ボーイング777 - 翼胴フェアリングの製造を担当。
  - ボーイング767 - 川崎重工業・三菱重工業・富士重工業の2次下請けとして部品製造を担当。
  - エアバスA330/エアバスA340 - 主翼フィレット・フェアリングの製造を担当。
  - エアバスA380 - 主翼フィレット・フェアリングとランプ・サーフェス・パネルの製造を担当。
  - YS-11 - 後部胴体、翼端、ドーサルフィン（垂直尾翼前方の安定翼）を担当。
- その他
  - U-36A、US-2の定期修理（PAR：Progressive Aircraft Rework）を実施している。
  - 航空自衛隊U-4の航空機定期修理（IRAN：Inspect and Repair As Necessary）を実施している。

#### 新明和岩国航空整備株式会社
海上自衛隊岩国航空基地内において、U-36A、US-2および関連装備品の整備業務等を行うグループ会社である。2012年11月には、定期検査通算500機を達成した。かつてはUS-1Aの整備も担当していた。

#### 天龍エアロコンポーネント株式会社
- 航空機部品の製造および組立
- 航空機シートの製造販売

### 特装車事業部
- 特装車製品（環境整備車、脱着ボデー車、荷役装置付運搬車、粉粒体運搬車、液体運搬車、ダンプ車、ミキサ車等）
- ダンプトラック（天突きダンプ）・荷役装置付き運搬車（すいちょくゲート）・塵芥車（ごみ収集車）、ミキサ車、タンクローリ、散水車等
「天突きダンプ」「すいちょくゲート」は新明和工業の登録商標である。なお、「天突きダンプ」は海外でも「TENTSUKI」の名で知られている。

2012年（平成24年）4月2日に東邦車輛株式会社（東急車輛製造の特装自動車事業を継承した東急車輛特装株式会社）の株式の取得により、それまで未参入分野であったトレーラー事業を保有した。取得時現在では新明和のラインナップには統合されていない。
また、2013年（平成25年）1月1日に富士重工業の塵芥収集車事業を譲受した。この統合によりフジマイティーブランドに終止符が打たれた。
アフターサービス（修理・各種部品販売）や中古車の売買、特装車のレンタルを行う新明和オートエンジニアリング株式会社がある。
2014年（平成26年）4月に富士重工業の塵芥収集車事業と共に譲受した大和商工及びフジ特車を再編し、新明和オートセールス株式会社が設立された。その際、新明和オートエンジニアリングから中古車関連の事業が新明和オートセールスに移管され、逆に大和商工及びフジ特車のアフターサービス事業が新明和オートエンジニアリングに移管された。また塵芥車販売についても新明和本体に移管された。
2017年（平成29年）に子会社の新明和商事を通じ、新明和工業・シキボウ・山本香料・凸版印刷の4社で共同開発した塵芥車用臭気対策剤「デオマジック 香り de まじっく」を発売。新明和製塵芥車専用の噴霧装置およびその装置用の濃縮液だけでなく、ハンドスプレーも販売される。新明和グループでのデオマジック製品の発売は後述の東邦車輛のバキュームカー向けに続き2例目である。

#### イワフジ工業株式会社
- 林業機械（プロセッサ、フォワーダ、スイングヤーダ等）
- 環境関連機器（ロールリフト、ダストコンテナ等）

#### 東邦車輛株式会社

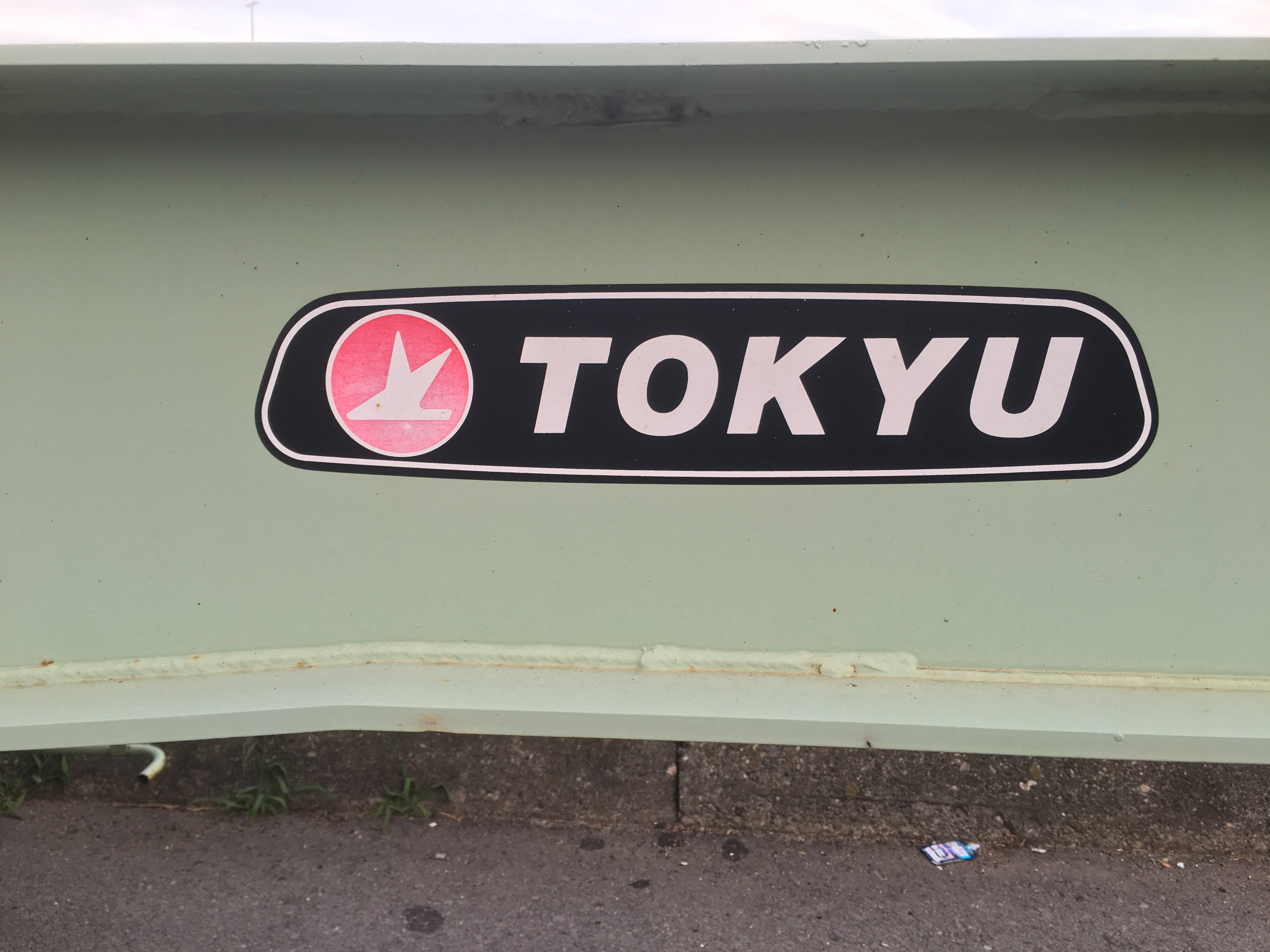
東急の特装車専用社章を東邦も使用し続けている（右側のTOKYUをTOHOに変更）。
またメーカーサイト等では社章の色が白地に青に変更されているが特装車に貼り付けられるステッカーは赤地に白のままである。

- トレーラ（コンテナトレーラ、重量物トレーラ、平床式トレーラ、バン・ウイング・アオリ、各種トレーラ等）
- タンクローリ（石油タンクローリ、特殊タンクローリ等）
- バン・ウイング（アルミバントラック、ウイングバン、ウイングトレーラ、バントレーラ等）
- ダンプトラック（大型ダンプ、ダンプトレーラ等）
- 粉粒体輸送車（カーボンダンプ、飼料輸送車等）
- 環境整備車両（バキュームカー、汚泥吸排車、大風量強力吸引作業車、廃油ローリ、飲料用給水車、散水車等）
- 作業車・特殊車両 （空港用医療車、 ヤードキャリア等）

トレーラーや特殊車両の一部を除いて新明和本体の特装車事業との重複が多いが、東邦車輛には塵芥車はない（新明和本体には塵芥車の取扱がある）。また、同社は同社製バキュームカーについて“「吸の東邦」（東急車輛時代は「吸の東急」）の異名を持つ”と自称している。
東急車輛製造の特装自動車事業を継承した東急車輛特装株式会社（2010年（平成22年）4月1日設立）を譲受したもの。社名のルーツは東急車輛製造が合併した東邦特殊自動車工業株式会社（1964年（昭和39年）6月1日合併）。
大阪にアフターサービス（修理・部品販売）を行う東邦車輛サービス株式会社（旧・東急車輛サービス）がある。東邦車輛サービスは前述の新明和オートエンジニアリングの指定サービス工場ともなっている。東急車輛製造傘下時代は東急車輛製造の仙台・広島・福岡の各サービス営業所でも部品販売の取り扱いがあった。東邦車輛となってからは仙台サービス営業所と横浜サービス営業所（広島）が移転し、またそれらと福岡サービス営業所は東急車輛製造より移管されている。2013年（平成25年）1月22日に広島は福岡に集約された。
2016年（平成28年）にバキュームカーの真空ポンプ用臭気対策機能つき潤滑油として「デオマジックVC1オイル」を発売。前述の塵芥車用に先立ち発売されているが、それとは異なりパンフレットには東邦製以外のポンプに使用時の不具合は保証できない旨表記はあるものの、他社製では使用できないわけではない。ただし、ポンプ潤滑油であるため新明和本体が採用する水封式等のオイルフリータイプには使用できない。

### 産機システム事業部
- 自動電線処理機（端子打機、卓上型デジタルクリンパ等）
- 環境システム（ごみ中継施設（圧縮・積替施設）、リサイクルセンター、ダストスクリュー、ダストドラム、コンパクタ・コンテナ等）
- 真空成膜装置（光学薄膜市場向け、装飾膜市場向け、大型複合真空システム、コンポーネントおよびオプション機器等）
- BUILT-IN DDモータシリーズ（フレームレスモータ、大型ターンテーブル、加工機用エアスピンドル、水力発電用大型アクチュエータ、特殊環境モータ等）
- 薄膜・表面改質事業（イオンプラズマ処理装置、大面積電子ビーム加工装置、高周波マグネトロン装置、イオンインプラント装置等）

### 流体事業部
- 水処理機器（設備用水中ポンプ、汎用・工事用水中ポンプ、水処理関連製品、システム製品等）

### パーキングシステム事業部
- パーキングシステム（機械式駐車設備、エレベータ方式駐車設備、垂直循環方式駐車設備、平面往復式駐車装置、水平循環方式駐車設備、多段方式駐車設備、航空旅客搭乗橋等）

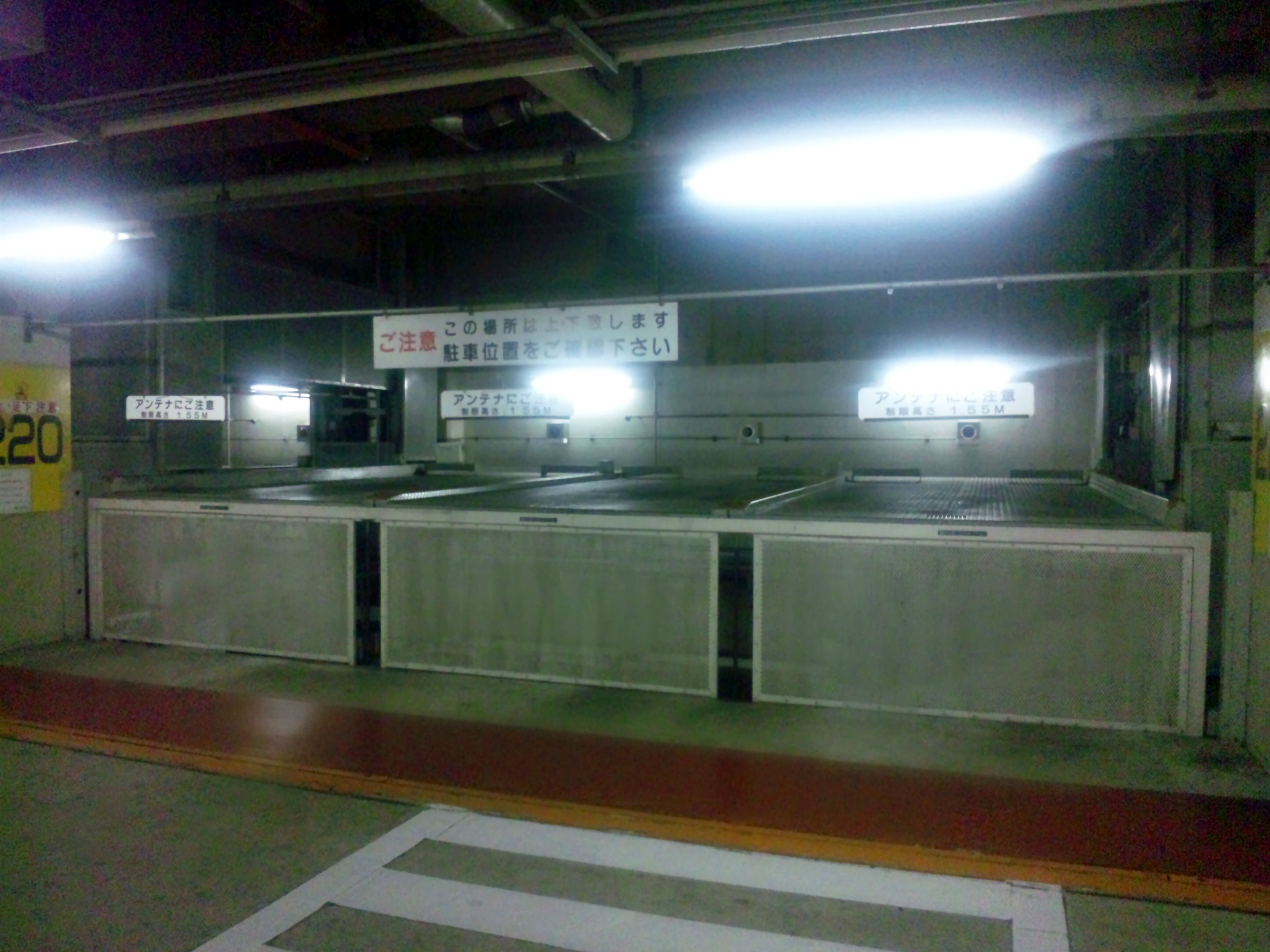
多段方式駐車設備「Zパーク」
（千葉県船橋市の船橋北口駐車場）

- タワー式駐車設備（エレパーク、高層エレパーク、ロータリパーク）、地下方式駐車設備（クロスパーク、トランスパーク）、多段方式駐車設備（Zパーク）
2012年（平成24年）4月2日に東京エンジニアリングシステムズ株式会社（東急車輛製造の立体駐車場事業を継承した新東急パーキング株式会社）を取得した。取得時現在では新明和のラインナップには統合されていなかったが、重複する一部の製品を除き東京エンジニアリングシステムズの製品であることを明記した上で掲載されるようになった。
2018年（平成30年）4月1日、東京エンジニアリングシステムズ株式会社（TESC）から新明和パークテック株式会社へ商号変更。

#### 新明和パークテック株式会社

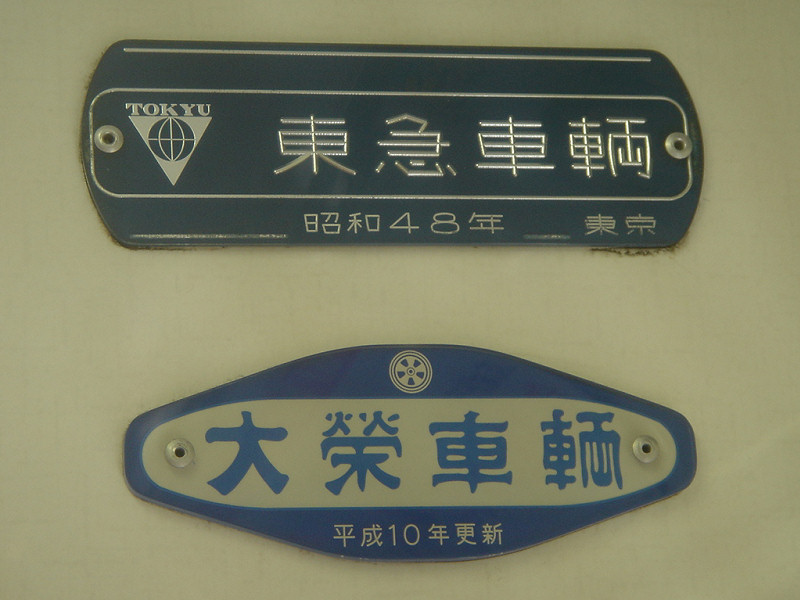
TESCもTPSCもかつて東急車輛製造で用いていた社章を継承していた。
この写真はかつて東急車輛製造で製造された鉄道車両のものだが、このプレートの同じロゴのTOKYUの部分にTESC・TPSCと表記していた。
新明和パークテックへの改称で消滅。

- 自走式駐車設備TC系、機械式駐車設備TP系、大規模駐車システムTIP
タワー式駐車設備TPN型・TPNW型はエレパークと、昇降指式および昇降横行式駐車設備各種はクロスパーク、トランスパーク、そしてZパークと重複する。
いずれも製品名は東急時代より「ネオ・トーパーク」である。

東急車輛製造の立体駐車場事業を継承した新東急パーキング株式会社（2011年（平成23年）11月9日設立）を譲受し東京エンジニアリングシステムズ株式会社（TESC）とした。東急車輛製造の立体駐車装置事業部門及び東急パーキングシステムズ株式会社（後の東京パーキングシステムズ株式会社、略称はTPSC）の株式を継承。
TESCもTPSCもIR情報等で記載されている事業内容は同一であったが、主に開発・製造はTESCが、販売・アフターサービスはTPSCが行っていた。2014年（平成26年）4月1日にTESCにTPSCを吸収合併（TESCが存続）することでTESCが開発・製造・販売・アフターサービスを一体的に運営する体制になった。

##### 東京パーキングシステムズ株式会社（TPSC・消滅）
東急車輛製造の立体駐車場機器を製造するメーカーとして1967年（昭和42年）2月10日に東急パーキングシステムズ株式会社として設立され、新東急パーキング株式会社に継承されそれの新明和への譲渡と同時に改称した。2014年（平成26年）4月1日に東京エンジニアリングシステムズに吸収合併され消滅。

#### 空港施設本部

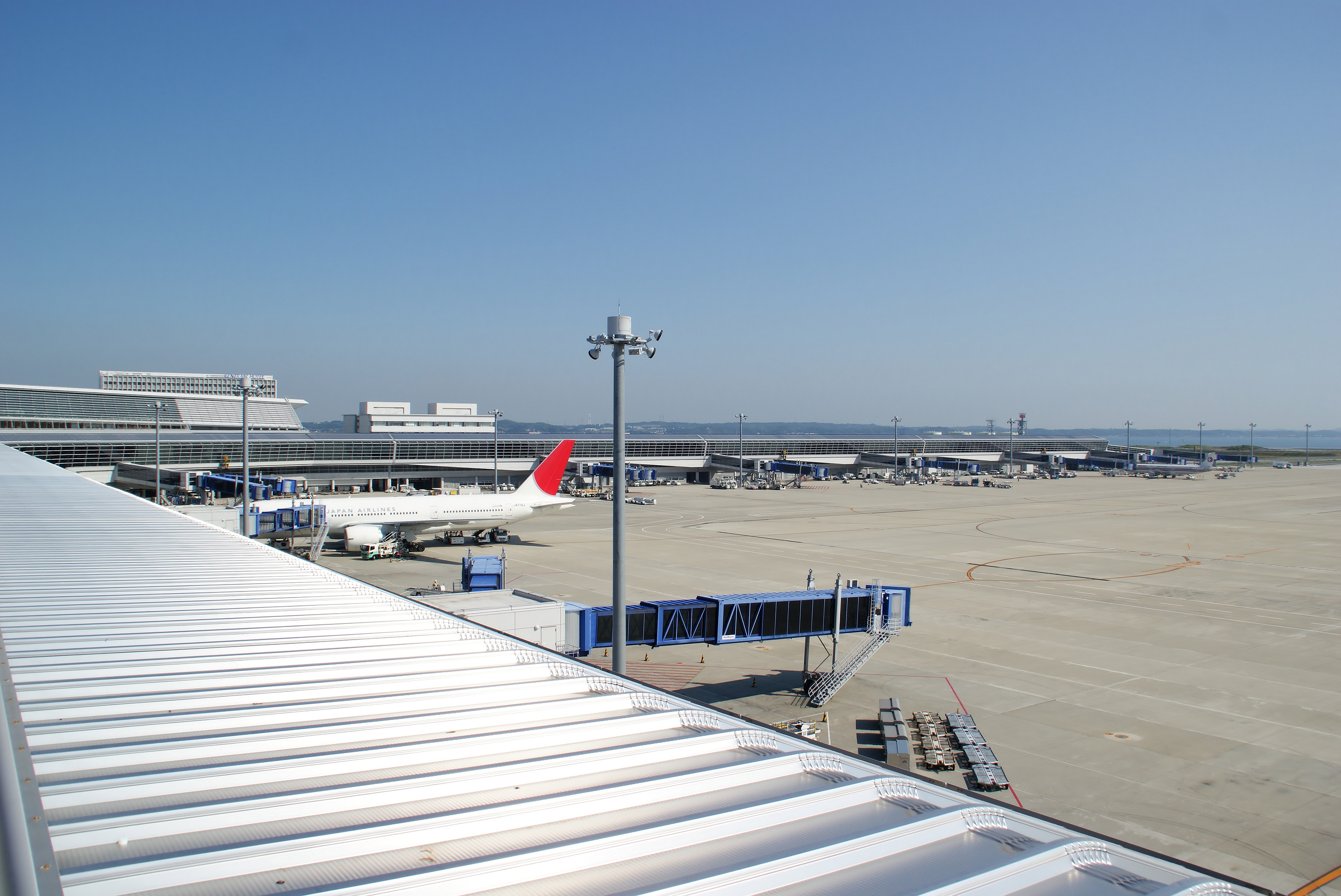
中部国際空港のPAXWAY（パックスウェイ）

- 航空旅客搭乗橋（PAXWAY）

空港ロビーと航空機の搭乗口をむすぶ通路。日本では新明和工業と、三菱重工業の子会社三菱重工交通・建設エンジニアリングしか製造できない。1969年（昭和44年）に羽田空港旧国内線ターミナルへ納入したのを皮切りに、地元・近畿圏に所在する伊丹、神戸の両空港をはじめ、成田国際空港、中部国際空港（セントレア）では全基納入。関西国際空港へも2018年（平成30年）の機器更新工事以降納入している。海外ではシンガポールのチャンギ空港で開港以来全基納入しているほか、タイ・バンコクのスワンナプーム国際空港、マレーシアのKLIA、ベトナム・ハノイのノイバイ空港、ホーチミンシティのタンソンニャット空港など日本のODAで建設された空港を中心に世界60カ国以上へ納入実績がある。

## その他

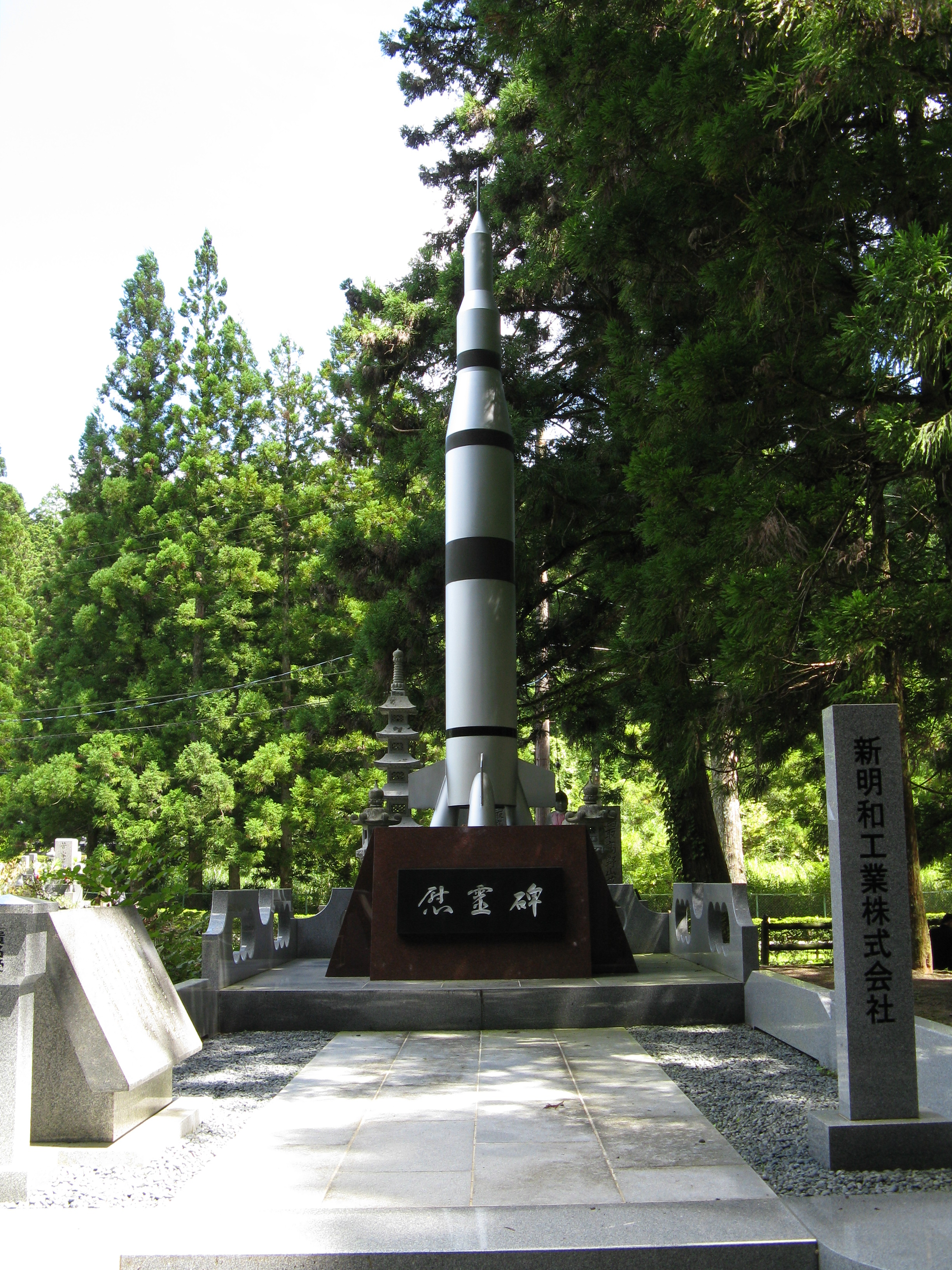
高野山にある慰霊碑

- 城山三郎の小説『零からの栄光』では創業者の川西龍三を中心に、創業から戦後にかけての同社が描かれている。
- 1940年代から1960年代にかけて『ポインター』のブランドで小型オートバイ（および2輪エンジン）を、明和興業時代には三輪トラック『アキツ号』も開発、製造した。ポインターは関西を中心に小型オートバイの人気車種となり、レースにも参戦していた。当時はシェアが高かったにもかかわらず、後発のホンダに追われ、販売店からの売掛金回収が不徹底だったなど、不採算を理由として1963年（昭和38年）9月に事業撤退。アキツ号も明和自動車工業への吸収分割を経て、1957年（昭和32年）に生産終了。以後はダイハツ・ミゼットの生産分担に切り替えられた。
- 局地戦闘機「紫電」の伸縮式主脚などの油圧技術を応用して、理髪店用の昇降椅子の製造販売も手掛けていた。2008年3月に理美容事業から撤退。
- 西宮市内にある医療法人明和病院は、1942年（昭和17年）にかつての川西航空機株式会社時代の付属病院として創設されたもの。現在もグループの法人だが、地域住民を中心に医療を提供している。
- 和歌山県高野山の金剛峯寺奥の院参道入り口に新明和工業の物故者慰霊碑が建立されているが、ロケットの形をしており高野山の観光名所化している。